# Kotcherinovo (obchtina)
Kotcherinovo (bulgare : Кочериново) est une obchtina de l'oblast de Kyoustendil en Bulgarie.